# Забегалово (Удмуртия)
Забегалово (удм. Забегал) — деревня в Завьяловском районе Удмуртии, входит в Гольянское сельское поселение. Находится в 29 км к востоку от центра Ижевска и в 17 км к востоку от Завьялово.

## История

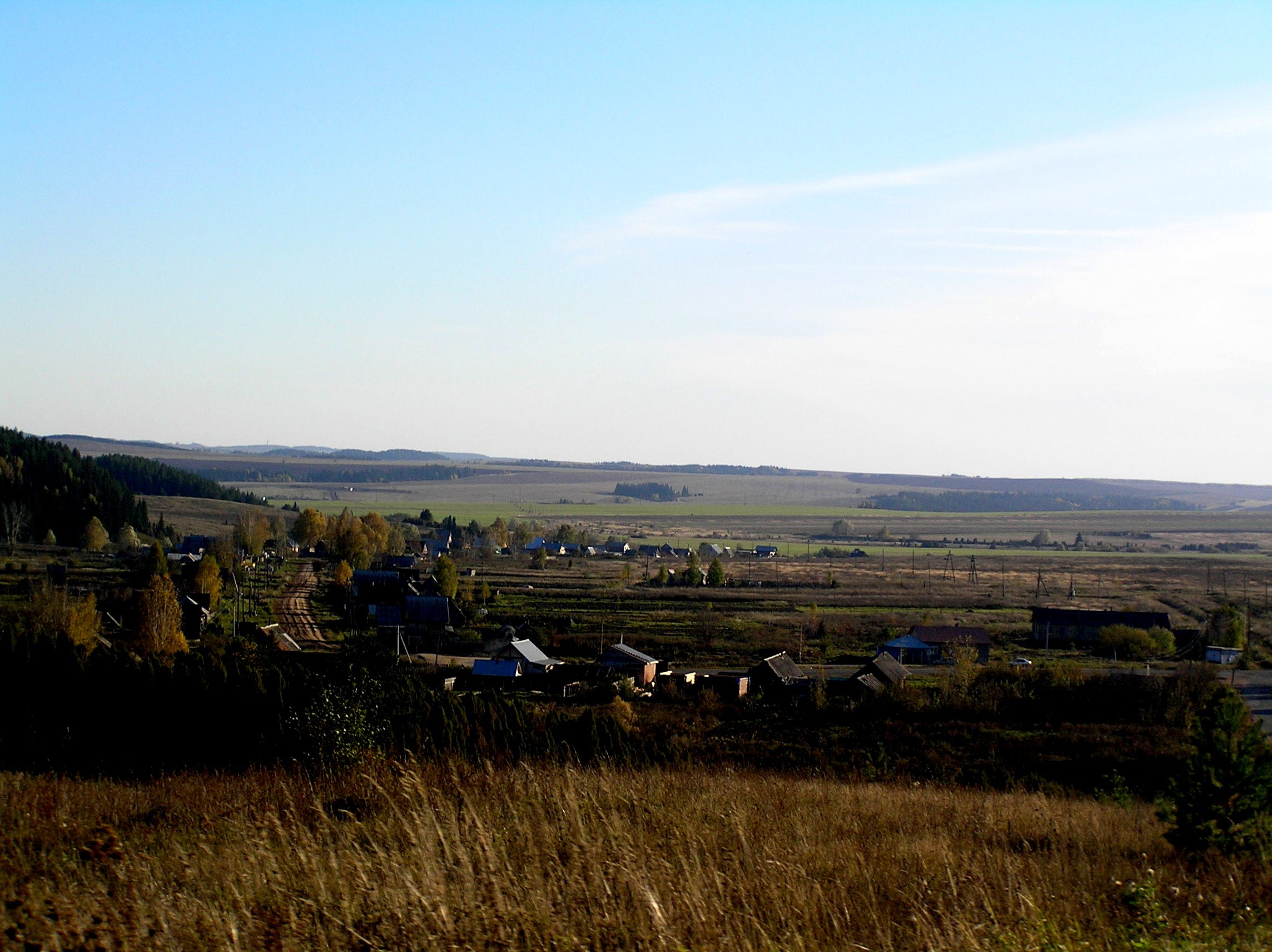
Деревня Забегалово

Первые упоминания о деревне Забегалово встречаются в переписных книгах 1710 года «В починке стал ново, Забегалово тож, по переписным книгам 1710 и 1711 годов написано 13 дворов…»
В 1779 году переселенцы из деревни Забегалово основали починок Анисимов.
По данным списка населённых мест в 1859 году в деревне было уже 54 двора и 333 жителя..
В начале XIX века переселенцы из Забегалово основали починок Петухи (ныне деревня в 6 км к северо-западу от Забегалово).

## Население
| 2010 | 2012 |
| ---- | ---- |
| 81   | ↗88  |

По данным 1928 года в Забегалово проживало 536 человек..